# Gian Calvi
Gianvittore Calvi (Bérgamo, 18 de maio de 1938), ou simplesmente Gian Calvi, é um ilustrador italiano radicado no Brasil desde 1949.
Consultor de organismos internacionais para criação dos materiais educativos. Coordena o curso-oficina Vejo as coisas de outro jeito de criatividade em comunicação para autores, ilustradores, educadores. Tem trabalhos realizados na America Latina para UNICEF, UNESCO, Banco Mundial, BID, PNUD e Secretarias de Educação e Desenvolvimento Socioambiental em diversos paises.

## Biografia
Fundador da Casa do Desenho, Casa da Criação e “Ipê Amarelo Criação Multimídia”, além do premiado Programa ADULTOS e CRIANÇAS CRIATIVAS, cria e publica livros, vídeos, fantoches e CD’s. Estudou Construção Civil / Escola Técnica Nacional e Comunicação Visual na ESDI.

## Prêmios
Ao longo de sua carreira recebeu diversos prêmios:
- Melhor Selo Postal - (Brasil) - (1972) - Empresa Brasileira de Correios e Telégrafos
- Prêmio Instituto Nacional do Livro - A Toca da Coruja - (1974)
- Grande Prêmio NOMA, Um Avião e Uma Viola - (Japão) - (1982)
- Prêmio Câmara Colombiana do Livro - Melhor Capa de Livro - Dibujos Fantásticos - (1984)
- Prêmio Hans Christian Andersen - Os Colegas - (Brasil) - (1985)
- Bienal Internacional de Cartaz e Poster - (Polônia) - (1986)
- Melhor Livro - Postre de Letras (1º lugar) e Así Eramos los Muiscas (2º lugar) - (Colômbia) - (1987) - Associação Colombiana do Livro Infantil
- Melhor Conjunto de Livros Infantis - (1989) - APCA
- Melhor Livro Infantil - (2000) - APCA
- Concurso Talentos da Maioridade 8ª Ed. - (2006) - Banco Real